# Crkvena Vodica
Caravodicë en albanais et Crkvena Vodica en serbe latin (en serbe cyrillique : Црквена Водица) est une localité du Kosovo située dans la commune/municipalité d'Obiliq/Obilić, district de Pristina (Kosovo) ou district de Kosovo (Serbie). Selon le recensement kosovar de 2011, elle compte 733 habitants.
En 2011, le village de Dobrosellë/Dobro Selo, jusqu'alors rattaché à Caravodicë/Crkvena Vodica, a été recensé comme une localité à part entière ; il ne comptait plus aucun habitant.

## Démographie

### Évolution historique de la population dans la localité
| 1948 | 1953 | 1961  | 1971  | 1981  | 1991  | 2011 |
| ---- | ---- | ----- | ----- | ----- | ----- | ---- |
| 697  | 820  | 1 037 | 1 214 | 1 510 | 1 535 | 733  |

|  |

### Répartition de la population par nationalités (2011)
En 2011, les Albanais représentaient 61,12 % de la population, les Serbes 29,06 % et les Ashkalis 7,91 %.